# Marsciano
Marsciano is een gemeente in de Italiaanse provincie Perugia (regio Umbrië) en telt 17.148 inwoners (31-12-2004). De oppervlakte bedraagt 161,6 km², de bevolkingsdichtheid is 106 inwoners per km².

## Demografie
Marsciano telt ongeveer 6180 huishoudens. Het aantal inwoners steeg in de periode 1991-2001 met 3,3% volgens cijfers uit de tienjaarlijkse volkstellingen van ISTAT.
| Jaar | Inwoneraantal |
| ---- | ------------- |
| 1991 | 15.813        |
| 2001 | 16.336        |

## Geografie
De gemeente ligt op ongeveer 184 m boven zeeniveau.
Marsciano grenst aan de volgende gemeenten: Collazzone, Deruta, Fratta Todina, Perugia, Piegaro, San Venanzo (TR), Todi.

## Partnersteden
- Jablonec nad Nisou (Tsjechië)

## Geboren
- Diego Falcinelli (26 juni 1991), voetballer